# IŻ-49
IŻ-49 (ros. ИЖ-49) – radziecki średni motocykl klasy 350 cm³ produkowany w latach 1951-1958 w zakładach Iżmasz w Iżewsku.

## Historia
IŻ-49 stanowił rozwinięcie modelu IŻ-350, wywodzącego się z konstrukcji niemieckiego DKW NZ 350-1, przejętego przez ZSRR w ramach reparacji po II wojnie światowej. Z IŻ-350 zachowano ramę (spawaną z tłoczonych profili), silnik, oraz inne podzespoły, jak reflektor. Głównym ulepszeniem było nowoczesne zawieszenie przednie i tylne ze sprężynami i hydraulicznymi amortyzatorami, przejęte ze sportowego modelu IŻ-350S, które znacznie podniosło komfort jazdy. Z przodu zastosowano widelec teleskopowy, w tylnym zawieszeniu – wahacze z nisko zawieszonymi amortyzatorami, mocowanymi do ramy po bokach koła. Pojemnik na narzędzia umieszczono w niszy w zbiorniku paliwa. Zastosowano też inne ulepszenia konstrukcyjne i technologiczne, które doprowadziły do wydłużenia gwarancji z 2000 do 10 000 km przebiegu lub półtora roku eksploatacji. Na bagażniku umieszczone było demontowane pojedyncze siedzenie dla pasażera. Motocykl osiągał prędkość maksymalną 90 km/h, a zapas paliwa wystarczał na 300 km przy prędkości 60 km/h.
Projekt motocykla ukończono w 1949 roku, stąd otrzymał oznaczenie IŻ-49, lecz produkcję rozpoczęto w 1951 roku. Pomimo ogólnie mało nowoczesnej konstrukcji, popyt na motocykl rósł. Do zakończenia produkcji w 1958 roku wyprodukowano 507 603 sztuk. Do wad motocykla zaliczano przegrzewający się w lecie żeliwny cylinder silnika i łatwo zapychający się gaźnik.
Produkowano oprócz tego w niewielkich ilościach sportową (crossową) wersję oznaczoną IŻ-50. W 1956 opracowano wózek boczny do IŻ-49, którego produkcję umieszczono w Wiatsko-Polanskim Zakładzie Budowy Maszyn (WPMZ) w Wiatskich Polanach.
Dodatkowe dane techniczne
średnica cylindra × skok tłoka 72×85 mm

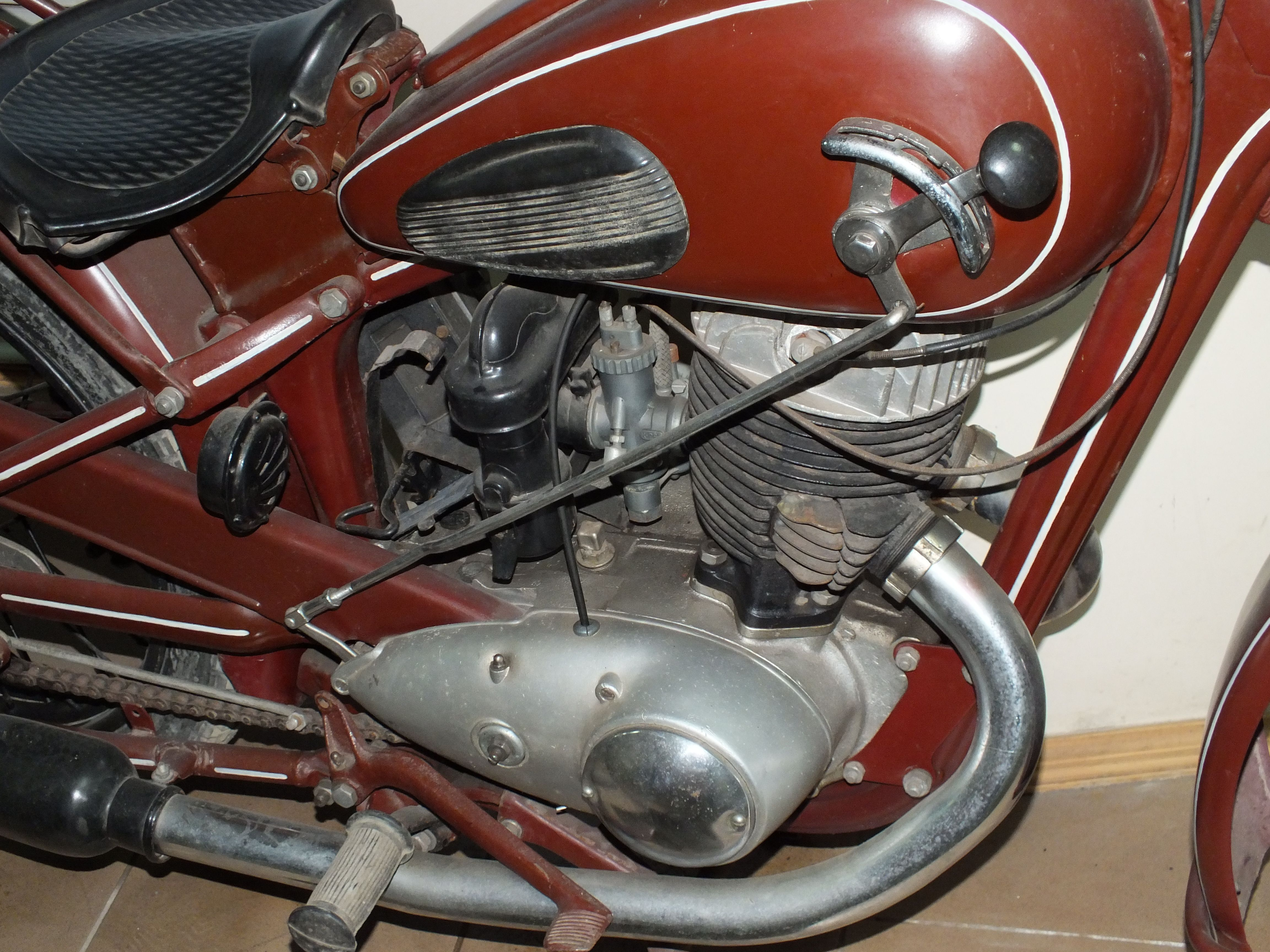
Zbliżenie silnika – widoczna dźwignia zmiany biegów na baku
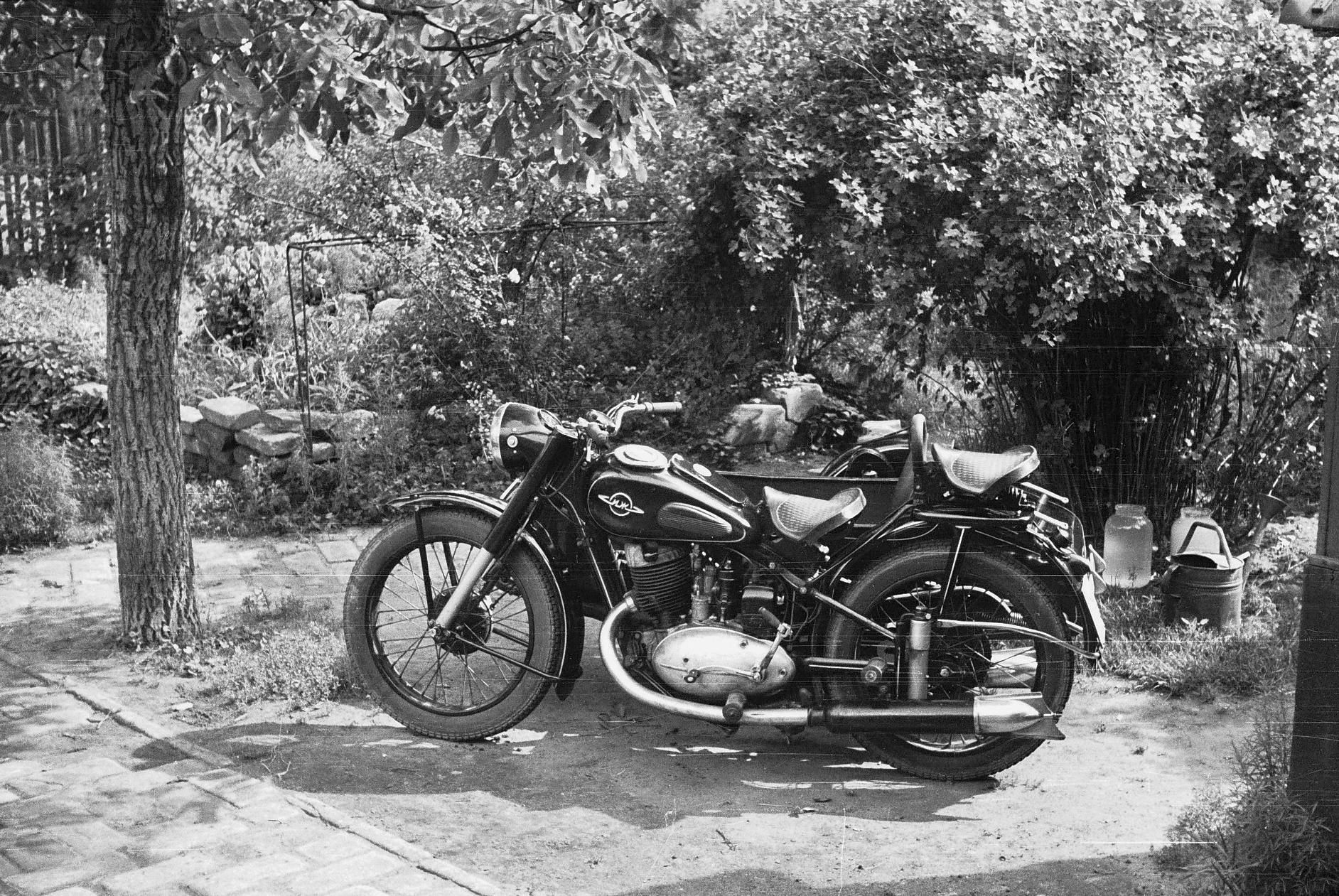
IŻ-49 z wózkiem bocznym